# Afranthidium sakaniense
Afranthidium sakaniense är en biart som först beskrevs av Cockerell 1936.  Afranthidium sakaniense ingår i släktet Afranthidium och familjen buksamlarbin. Inga underarter finns listade i Catalogue of Life.